# Dívka, která si hrála s ohněm
Dívka, která si hrála s ohněm (švédsky Flickan som lekte med elden) je detektivní román od švédského spisovatele Stiega Larssona. Vyšel v roce 2006, v češtině roku 2008 v překladu od Azity Haidarové. Román je druhým dílem trilogie Milénium, předchozí díl: Muži, kteří nenávidí ženy, následující díl: Dívka, která kopla do vosího hnízda.

## Kompozice románu
Kniha je rozdělena na čtyři části (Nepravidelná rovnice, From Russia with love, Absurdní rovnice a Terminator mode), dále se dělí na 32 kapitol plus prolog. Příběh se odehrává dva roky po první knize, od 16. prosince do 7. dubna v roce 2004, převážně ve Švédsku, ale i v Grenadě.

## Děj
Lisbeth Salanderová ukradla z účtu Hans-Erika Wennerströma (v předchozím díle křivě obvinil Blomkvista) 3 miliardy korun, tráví svůj čas cestováním, momentálně je v Grenadě, nechala si zvětšit prsa a se svým bývalým přítelem Mikaelem Blomkvistem odmítá jakkoliv komunikovat, také si nechala odstranit jedno ze svých tetování (přes celá záda má například vytetovaného draka), vosu, což byla její vzpomínka na časy, kdy se věnovala boxu. Ze zájmu studuje matematiku (velmi ji zaujala hlavně Fermatova věta). Vrací se zpět do Stockholmu, kupuje si větší byt a auto. Svůj starý byt věnuje své přítelkyni Mimmi (celým jménem Miriam Wu). Navštíví své blízké, Draga Armanského, její bývalý zaměstnavatel, ředitel Milton Security a svého bývalého poručníka, Holgera Palmera, který se po mrtvici léčí v rehabilitačním centru.
Mikael Blomkvist, spolumajitel časopisu Milénium, se marně pokouší s Lisbeth spojit. Jeho příležitostná přítelkyně Harriet Vangerová (v předchozím díle byla pokládána za zavražděnou, Mikael ji však vypátral), pracuje v redakci Milénia. Mikael společně s Erikou Bergerovou započínají připravovat rozsáhlou reportáž o prostituci ve Švédsku.
Nils Bjurman, Lisbethin poručník, který ji v předchozím díle znásilnil, ale Lisbeth se mu pomstila a nyní ho „drží v šachu“, se chce Lisbeth pomstít a vymanit se ze svízelné situace. Najímá si „Blonďatého obra“, který má Lisbeth zneškodnit. Dag Svenson, novinář Milénia, pracující na reportáži o prostituci (respektive o "obchodování s bílým masem") a jeho přítelkyně, kriminoložka Mia Bergmanová jsou zastřeleni. Mikael s Erikou vyšetřují vraždu svých kolegů. Zanedlouho je zastřelen i Nils Bjurman. Policie podezírá Lisbeth, protože na vražedné zbrani, která patřila Bjurmanovi, byly nalezeny její otisky prstů.
Lisbeth se „nabourá“ do počítače státního zástupce Richarda Ekströma a zjišťuje, že vynáší informace o případu médiím. Za Mikaelem přichází boxer Paolo Roberto a vypráví mu o Lisbethiných boxerských cvičení. Lisbeth Mikaelovi konečně zareaguje na jeden z mnoha Mikaelových e-mailů, ale stručně, jen mu poradí stopu: Zala.
„Blonďatý obr“ unesl Mimmi, chtěl s její pomocí zjistit, kde Lisbeth je, mučil ji, málem ji zabil, život jí zachránil až Paolo Roberto, který únos viděl a unášenou Mimmi sledoval. Mikael navštívil Gunnara Björcka, ten mu vypráví, že Zala je Alexander Zalaščenko (narozen roku 1940) pracoval pro ruskou špionážní službu, jeho mise ve Španělsku skončila neúspěchem. Neuposlechl rozkaz k návratu, uchýlil se do Švédska, kde mu Björck spolu s Bjurmanem dopomohli k „poklidnému“ životu. Nyní je Zalovi 65 let a při útoku přišel o nohu.) Později se Mikael dozvídá od Holgera Palmgrena, že Zalaščenko je Lisbethin otec, Lisbeth má dokonce i sestru, dvojče, Kamilu Salanderovou (Lisbeth se sestrou nikdy nevycházela, neviděly se už několik let). Lisbethina matka, Agneta, se s Zalaščenkem seznámila, když jí bylo sedmnáct, Zala se však projevil jako naprostý psychopat a Agnetu týral a bil. Když bylo Lisbeth dvanáct, poprvé se pokusila otce zabít, pobodala ho. Podruhé se pokusila ho upálit v autě, Zala s těžkými popáleninami přežil. Lisbeth skončila v psychiatrické léčebně.
Lisbeth vypátrala místo, kde se nachází její otec, vypravila se ho zabít, ale „Blonďatý obr“ ji objevil a zbil. Zala svou dceru zajal, ale odpovídal Lisbeth na její otázky. Lisbeth zjistila že, Daga, Miu i Bjurmana zabil „Blonďatý obr“ (Ronald Niedermann). Bjurman Zalovi zaplatil, aby Lisbeth zneškodnil. Ronald Niedermann je Lisbethin nevlastní bratr, Bjurmana zabil omylem, Daga a Miu, protože chtěli zveřejnit jejich nekalé obchody. Lisbeth se téměř podařilo uprchnout, ale otec ji postřelil a Ronald ji zaživa pohřbil. Polomrtvé Lisbeth se podařilo z hrobu vyhrabat, otci do nohy zaťala sekeru, Ronald je těžce raněný. Přijíždí Mikael, nalézá polomrtvou Lisbeth a volá na tísňovou linku.

## Filmová adaptace
- 2009 Dívka, která si hrála s ohněm (Flickan som lekte med elden) švédsko-dánský film. Režie: Daniel Alfredson, hrají: Michael Nyqvist, Noomi Rapace, Lena Endre.

## Audiokniha
- 2012 Dívka, která si hrála s ohněm. Čte: Martin Stránský, režie: Jitka Škápíková, délka nahrávky: 14 hodin 45 minut.